# Condado de Contamina
El condado de Contamina es un título nobiliario español, creado por el rey Felipe IV el 10 de octubre de 1648 a favor de Alonso Fernández de Heredia Pérez de Pomar, señor de Cetina y Contamina.
La denominación del título se refiere al municipio de Contamina en la provincia de Zaragoza.  
Aunque no es un «título de primogénitos», sino de sucesión regular, desde mediados del siglo XX el condado de Contamina se suele usar como título de espera por los primogénitos del ducado de Parcent.  

## Condes de Contamina
|                        | Titular                                                    |                        |
| Creación por Felipe IV | Creación por Felipe IV                                     | Creación por Felipe IV |
| ---------------------- | ---------------------------------------------------------- | ---------------------- |
| I                      | Alonso Fernández de Heredia Pérez de Pomar                 | 1648-¿?                |
| II                     | Antonio Fernández de Heredia                               | ¿?-¿?                  |
| III                    | Alonso Fernández de Heredia Ximénez Cerdán                 | ¿?-1706                |
| IV                     | María Magdalena Fernández de Heredia y Marín de Villanueva | 1706-1737              |
| V                      | Ana María de Eguaras y Fernández de Heredia                | 1737-1752              |
| VI                     | María Joaquina Fernández de Heredia y Zapata de Calatayud  | 1752-1775              |
| VII                    | José Antonio de la Cerda y Marín de Resende                | 1775-1825              |
| VIII                   | José Máximo de la Cerda y Palafox                          | 1825-1851              |
| IX                     | Juan José de la Cerda y Gand-Villain                       | 1851                   |
| X                      | Fernando de la Cerda y Carvajal Gand-Villain y de Queralt  | 1851-1927              |
| XI                     | Casimiro Florencio Granzow de la Cerda Jaeger y Cortés     | 1931-1968              |
| XII                    | Fernando Granzow de la Cerda y Chaguaceda                  | 1969-1987              |
| XIII                   | Juan Carlos Granzow de la Cerda y Roca de Togores          | 1987-2025              |
| XIV                    | Francisco de Borja Granzow de la Cerda y Mac-Crohon        | 2025-pres.             |

## Historia de los condes de Contamina
- Alonso Fernández de Heredia Pérez de Pomar, también llamado Alonso Fernández de Heredia Liñán y Mendoza[3] (n. 14 de abril de 1610), I conde de Contamina[2] y VIII señor de la baronía de Sigüés y Rasal.[4] Era hijo de Juan Fernández de Heredia y Liñán, señor de Cetina, Contamina y Sisamón, y de Esperanza López de Mendoza y Espés.[3]

Casó en primeras nupcias con Isabel Sanz de Latrás y Camargo, hija de Juan Sanz de Latrás, I conde de Atarés, y de su segunda esposa, Ana María de Camargo y Castejón.
- Antonio Fernández de Heredia Sanz de Latrás, II conde de Contamina[2][5] y IX señor de la baronía de Sigüés y Rasal.[6]

Casó con Beatriz Ximénez Cerdán, II marquea de Bárboles y señora de las baronías de Fuenclara y de Albalate de Cinca. Sucedió su hijo:
- Alonso Fernández de Heredia Ximénez Cerdán (m. 19 de noviembre de 1706), III conde de Contamina,[2] III marqués de Bárboles.[5] y X señor de la baronía de Sigüés y Rasal.[6]

Casó el 2 de octubre de 1680 con Elena Marín de Villanueva (m. 23 de abril de 1758), III condesa de San Clemente, hija de Miguel Marín de Villanueva y Palafox, II conde de San Clemente, y de Guiomar Fernández de Híjar. Sucedió su hija:
- María Magdalena Fernández de Heredia y Marín de Villanueva (14 de agosto de 1681-29 de diciembre de 1737),[7] IV condesa de Contamina,[8] IV marquesa de Barboles,[5] IV condesa de San Clemente[8] y XI señora de la baronía de Sigüés y Rasal.[9]

Casó, en la iglesia de San Gil Abad, Zaragoza el 17 de febrero de 1693 con su primo segundo, con Dionisio Eguaras y Fernández de Hijar (1668-1728), II marqués de Eguaras, señor de Barillas y de la casa-torre y Palacio de Eguarás.Sucedió su hija:
- Ana María de Eguaras y Fernández de Heredia (m. 1752[10]), V condesa de Contamina, III marquesa de Eguaras y V condesa de San Clemente.[8]

Casó con Diego José Fernández de Liñán de Heredia, V marqués de Bárboles. Sucedió su nieta, hija de su hijo Dionisio María Fernández de Liñán de Heredia y Eguaras, IV marqués de Eguaras, y de su esposa,  Vicenta Zapata de Calatayud Ferrer y Proxita:
- María Joaquina Fernández de Heredia y Zapata de Calatayud (baut. iglesia de San Gil Abad, Zaragoza, el 21 de marzo de 1738-Aranjuez, 21 de junio de 1775), VI condesa de Contamina,[2][8] V marquesa de Eguaras, VI marquesa de Bárboles, VI condesa de San Clemente y VII vizcondesa de Mendinueta.[8]

Casó en primeras nupcias, siendo su segunda esposa, con Francisco Antonio Fernández de Híjar Zapata de Calatayud (m. 1754), XI duque de Lécera, grande de España. Contrajo un segundo matrimonio con Juan Antonio de Lanuza y Boixadors (m. 1769), VI conde de Plasencia de Jalón. Casó en terceras nupcias, siendo su segunda esposa, con Fausto Francisco de Palafox , VII marqués de Ariza, grande de España. Sin descendencia de ninguno de sus matrimonios, sucedió su sobrino, hijo de José María de la Cerda y Cernesio, V conde de Parcent, grande de España, y de su esposa, María del Carmen Antonia Marín de Resende y Fernández de Heredia, V condesa de Bureta:
- José Antonio de la Cerda y Marín de Resende (Valencia, 29 de abril de 1771-Valencia, 26 de julio de 1825), VII conde de Contamina,[12] VI conde de Parcent, grande de España,[11] VII marqués de Bárboles, VI marqués de Eguaras, VI conde del Villar,  IX vizconde de Mendinueta VII conde de San Clemente (título que perdió por sentencia)[12] y XV señor de la baronía de Sigüés y Rasal.[9]

Contrajo matrimonio, el 28 de diciembre de 1793, con María Ramona de Palafox Portocarrero (m. 1823), hija de Felipe Antonio José de Palafox Centurión Croy D'Havrè y Lacarra, y de María Francisca de Guzmán Portocarrero, VI condesa de Montijo, VII marquesa de Valderrábano, V condesa de Fuentidueña, etc. Sucedió su hijo:
- José Máximo de la Cerda y Palafox (Valencia, 18 de noviembre de 1794-Madrid, 16 de febrero de 1851), VIII conde de Contamina,[12] VII conde de Parcent, grande de España, VIII marqués de Bárboles, VII marqués de Eguaras, VII conde del Villar, XI marqués de Fuente el Sol, X vizconde de Mendinueta, mayordomo mayor y jefe de la casa del infante Francisco de Paula Antonio de Borbón, gentilhombre grande de España con ejercicio y servidumbre del rey Fernando VII y de la reina Isabel II,[12] prócer y senador por la provincia de Valencia y senador vitalicio.[14]

Casó, en 1815 en Madrid, con María Luisa de Gand-Villain (m. 1824), vizcondesa de Gand y condesa del Sacro Imperio Romano. Sucedió su hijo:
- Juan José de la Cerda y Gand-Villain (Valencia, 27 de diciembre de 1817-Ávila, 17 de agosto de 1870), IX conde de Contamina,[12] VIII conde de Parcent, grande de España,[11] IX marqués de Bárboles, XII marqués de Fuente el Sol, VIII conde del Villar y XI vizconde de Mendinueta, caballero de la Orden de Montesa y de la Orden de Malta y gentilhombre de cámara con ejercicio y servidumbre.[12]

Casó en primeras nupcias, el 12 de febrero de 1846, con Fernanda Martínez de Carvajal y de Queralt (m. 1848), hija de José Miguel de Carvajal y Vargas, II duque de San Carlos, VIII conde de Castilejo Y IX conde del Puerto. Contrajo un segundo matrimonio, el 28 de enero de 1853, con Juana Peregrina Cortés y Valero.
De su segundo matrimonio nació Luis de la Cerda y Cortés que casó con María del Pilar Seco y Belza. Fueron padres, entre otros, de María del Pilar de la Cerda y Seco, X condesa del Villar, que contrajo un primer matrimonio, en París, el 8 de noviembre de 1894, con Estanislao Federico Granzow (Varsovia, 4 de abril de 1861-17 de agosto de 1905) y de este matrimonio nació el II duque de Parcent y XI conde de Contamina, sobrino nieto del I duque de Parcent y X conde de Contamina Le sucedió el hijo de su primer matrimonio a quien cedió el título en 1851:
- Fernando de la Cerda y Carvajal Gand-Villain y de Queralt (Madrid, 30 de mayo de 1847-13 de julio de 1927[11]), X conde de Contamina,[15] IX conde y I duque de Parcent, grande de España,[a] y mayordomo mayor de la reina.[11]

Casó, en primeras nupcias, el 30 de mayo de 1887, con Josefa María de Ugarte-Barrientos y Méndez de Sotomayor Casaux y Gálvez y en segundas nupcias, el 27 de mayo de 1914, con Trinidad de Scholtz-Hermensdorf y de Behrz, dama de la Reina Victoria Eugenia de Battenberg, hija de Enrique Guillermo Scholtz-Hermensdorf y Caravaca I marqués de Belvís de las Navas. De su primer matrimonio solo tuvo un hijo, Fernando Jaime de la Cerda y Ugarte-Barrientos (1888-1908) que permaneció soltero y murió antes que su padre. Le sucedió su sobrino nieto:
- Casimiro Florencio Granzow de la Cerda Jaeger y Cortés (Kawentzine, Polonia, 27 de julio de 1895[15]-6 de septiembre de 1968), XI conde de Contamina,[17][15] y II duque de Parcent,[11]

Casó con María de Gracia Chaguaceda y Peñarredonda (m. 1981). Le sucedió su hijo:
- Fernando Granzow de la Cerda y Chaguaceda (m. Madrid, 18 de enero de 2014[18]), XII conde de Contamina,[15][19] III duque de Parcent,[11] y XI conde del Villar.[15]

Casó, el 2 de agosto de 1954, con María de los Ángeles Roca de Togores y Martínez Campos, V vizcondesa de Rocamora. De este matrimonio nacieron: Íñigo; Fernando, conde de Villar; Myriam, condesa de Rocamora; y, Juan Granzow de la Cerda y Roca de Togores. Sucedió su hijo, por distribución, en 1987:
- Juan Carlos Granzow de la Cerda y Roca de Togores, XIII conde de Contamina,[15][20] IV duque de Parcent[15] y caballero maestrante de Valencia.[15]

Casó, el 17 de septiembre de 1991, en Madrid, con Myriam MacCrohon y Saiz, padres de tres hijos: Francisco de Borja, inmediato sucesor, caballero maestrante de Valencia; Blanca; y, Beatriz Granzow de la Cerda y MacCrohon. Sucedió su hijo, por cesión de su padre, en 2025:
- Francisco de Borja Granzow de la Cerda y Mac-Crohon, XIV conde de Contamina.[21]